# 한스 벨첼
한스 벨첼(Hans Welzel, 1904년 3월 25일 ~ 1977년 5월 5일)은 독일의 형법학자이자 법철학자이다.

## 생애
벨첼은 예나 대학과 하이델베르크 대학에서 1923년에서 1927년까지 형법학을 공부하였다. 사무엘 폰 푸펜도르프 철학을 공부했다. 1935년 《형법에서의 자연주의와 가치철학(Naturalismus und Wertphilosophie im Strafrecht)》으로 쾰른 대학의 교수 자격을 취득하였다.
벨첼의 이론은 많은 학자들에게 받아들여졌으며, 벨첼은 독일의 가장 유명한 형법 학자 중 하나가 되었다.

## 저작
- 《형법에 있어서의 자연주의와 가치철학(Naturalismus und Wertphilosophie im Strafrecht)》, 1936
- 《자연법과 실질적 정의(Naturrecht und materiale Gerechtigkeit)》, 1951
- 《독일형법강의(Lehrbuch des deutschen Strafrechts)》ab 1940; letzte, 11. Auflage 1969
- 《형법의 새로운 형태(Das neue Bild des Strafrechtssystems)》, 1951